# Monteverdia ilicifolia
Monteverdia ilicifolia, conocida con los nombres vulgares de congorosa, cancrosa, chuchuwasi (congorosa en la Argentina y el Uruguay), o maiteno, es un arbusto que se encuentra en gran parte de Paraguay,  noroeste de Argentina , la región sur de Brasil (con el nombre vulgar de Espinheira-santa) y Uruguay. 

## Descripción
Es un perennifolio que llega a medir cinco metros de altura. Tiene ramas delgadas, copa ancha, tronco recto.
Sus hojas son simples, alternas, irregularmente elíptico-oblongas, coriáceas, de hasta 7 cm de diámetro, borde espinoso dentado, margen amarillo, ápice espinoso verde muy brillante en el haz y pálidas en el envés. 
Las flores son pequeñas; las masculinas son de color amarillo amarronado y las femeninas verdes con líneas púrpuras.
El fruto es una cápsula amarilla bivalva, que contiene una o dos semillas, y se encuentra cubierta por una membrana de color rojo. Su semillas tienen gran poder de diseminación. Crece en terrenos fértiles, requiere abundante humedad y es de crecimiento lento.
Suele ser usada como leña, para producir carbón vegetal.

## Taxonomía
La especie fue descrita como Maytenus ilicifolia por Siegfried Reissek ex Mart. y publicada en Journal of Botany, British and Foreign 66: 141 en 1928.
En una revisión taxonómica en 2017 a partir de estudios filogenéticos, 123 especies anteriormente clasificadas dentro del género Maytenus pasaron a Monteverdia, entre ellas Maytenus ilicifolia, por lo que Monteverdia ilicifolia fue descrita como tal por primera vez por el botánico brasileño Leonardo Biral et al. y publicada en Systematic Botany 42 (4): 688 en 2017.

#### Basónimo
- Maytenus ilicifolia Reissek ex Mart., 1928

Etimología
Maytenus: nombre genérico de  maiten, mayten o mayton, un nombre mapuche para la especie tipo Maytenus boaria.
ilicifolia: epíteto latíno que significa "con las hojas de Ilex"
Sinonimia
- Celastrus spinifolius Larrañaga
- Maytenus aquifolium Mart.
- Maytenus hassleri Briq.
- Maytenus pilcomayensis Briq.[5]

## Uso medicinal
Su infusión  es utilizada como analgésica, antiasmática, antipéptica, bactericida, anticancerosa. La emtansina, derivado de la maytansina, está indicado en Europa en forma del conjugado anticuerpo-fármaco trastuzumab-emtansina en determinados casos de cáncer de mama.
Los guaraníes usaban esta hierba en el Paraguay, como contraceptivo  y regulador de la fertilidad, y para inducir menstruación y abortos 
Otros usos populares de las hojas son como cicatrizante y para el tratamiento de la acidez de estómago, gastritis, gastralgia  y úlcera estomacal.
La congorosa está incluida en la Farmacopea Brasileña V Edición (2010)  (enlace roto disponible en Internet Archive; véase el historial, la primera versión y la última)..

### Química de la planta
Es fuente de un grupo de bien conocidos compuestos químicos, de la hoja, corteza, raíces; llamadas maytansinoides. Desde 1970 se estudian sus propiedades antitumorosas y anticancerosas, con el desarrollo de drogas para quimioterapìa naturalista. 
Los principales principios químicos son:
- atropcangorosina
- cangoaronina
- cangorina A a J
- cangorinin
- cangorosina A & B
- celastrol
- dispermol
- dispermona
- friedelano
- friedelina
- friedelinol
- friedoolean
- friedooleanan
- ilicifolina
- ilicifolinosida A a C
- kaempferol (trisacáridos)
- maitenina
- maytanbutina
- maytanprina
- maytansina
- maytenina
- ácido maytenoico
- maytenoquinona
- pristimeriina
- pristimerina
- quercetina (trisacáridos)
- ácido salaspérmico
- tingenol
- tingenona